# Gmina Dębno (Powiat Brzeski)
Die Gmina Dębno ist eine Landgemeinde im Powiat Brzeski der Woiwodschaft Kleinpolen in Polen. Namensgebend ist das gleichnamige Dorf mit etwa 1600 Einwohnern. Sitz der Gemeinde ist das gleich große Dorf Wola Dębińska.

## Geschichte
Von 1975 bis 1998 gehörte die Gemeinde zur Woiwodschaft Krakau.

## Gliederung
Zur Landgemeinde (gmina wiejska) Dębno gehören die 13 folgenden Dörfer mit einem Schulzenamt:
Biadoliny Szlacheckie
Dębno
Doły
Jastew
Jaworsko
Łoniowa
Łysa Góra
Maszkienice
Niedźwiedza
Perła
Porąbka Uszewska
Sufczyn
Wola Dębińska

## Verkehr
Durch die Gemeinde und den Ort Dębno verläuft die Staatsstraße DK 94, die Zgorzelec (Görlitz) über Krakau mit Tarnów verbindet.